# ميدوز (فرقاطة)

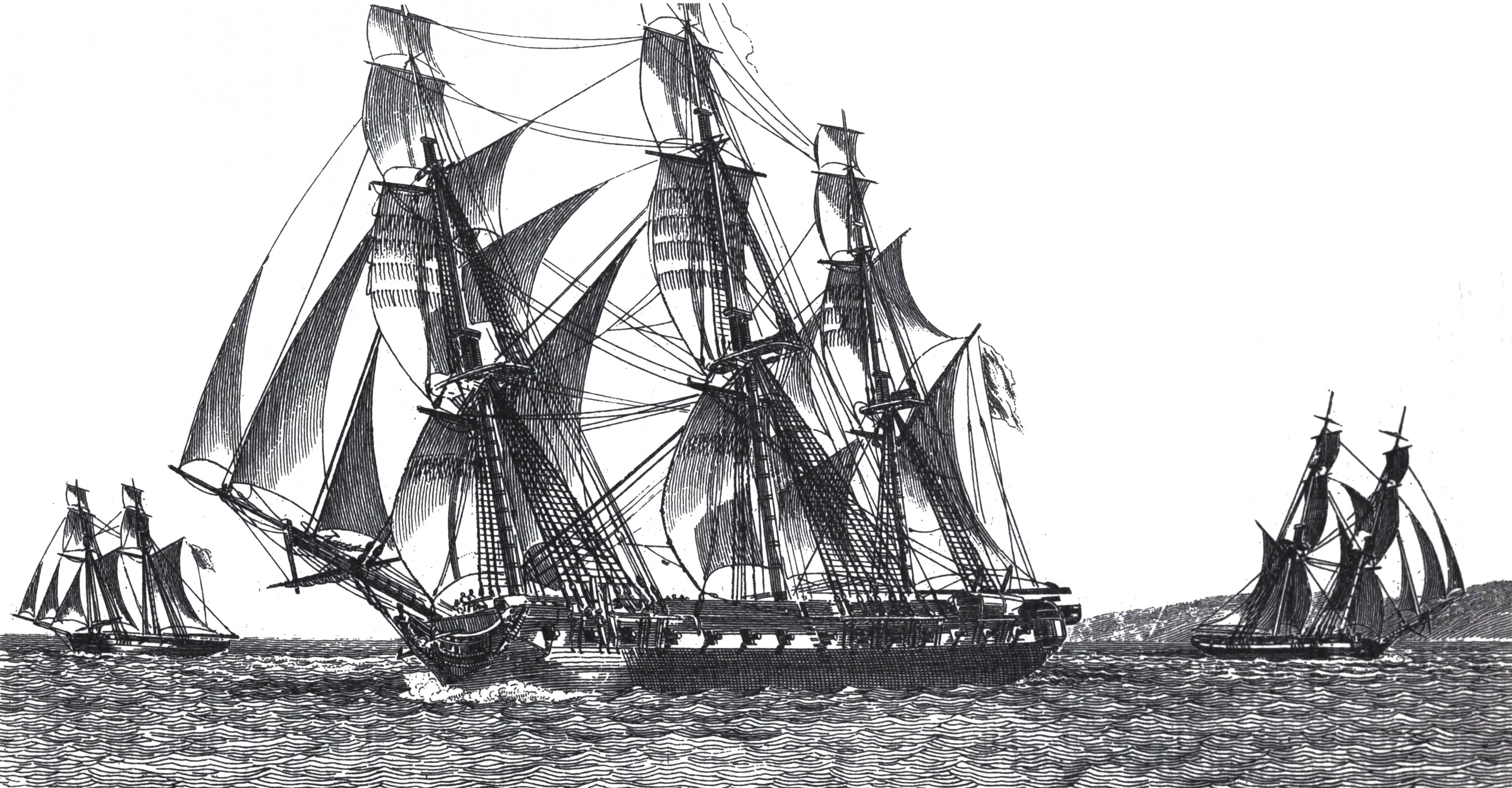

كانت ميدوز فرقاطة تابعة للبحرية الفرنسية من فئة الفرقاطات الحاوية على 40 مدفعية، أُطلقت في عام 1810. شاركت في حروب نابليون، بشكل خاص في المراحل الأخيرة من حملة موريشيوس من 1809-1811 وفي غارات في منطقة البحر الكاريبي.
استُخدمت ميدوز بعد استعادة بوربون في عام 1816 بشكل كامل من أجل نقل المسؤولين الفرنسيين إلى ميناء سان لويس في السنغال من أجل استرجاع السيطرة الفرنسية على المستعمرة بشكل رسمي بموجب معاهدة باريس الأولى. بسبب ملاحة قبطانها السيئة، تولى المهاجرون القيادة بأمر سياسي ولكنهم كانوا غير مؤهلين لذلك، ما أدى لاصطدام ميدوز بخليج أرجوين قبالة ساحل موريتانيا حاليًا وتحطمها بشكل شبه كامل.
أُجلي معظم الركّاب البالغ عددهم 400 راكب، مع إجبار 151 رجلًا على اللجوء إلى طوافات مرتجلة تسحبها لنجات الفرقاطة. أثبت السحب أنه عملية غير مجدية، وسرعان ما تخلت القوارب عن الطوافة وبقي الركاب في المحيط المفتوح. سرعان ما أصبح الموقف كارثيًا على متن الطوافة في غياب أي وسيلة للوصول إلى الشاطئ. غرق العشرات في البحر بسبب العواصف، بينما غرق آخرون بسبب السُّكر من النبيذ والتمرد أو قُتلوا على يد الضباط. عندما انخفضت الإمدادات، أُلقي العديد من الرجال المصابين في البحر، ولجأ بعض الناجين إلى أكل لحوم البشر. بعد 13 يومًا في البحر، وُجدوا مع 15 رجلٍ باقٍ على قيد الحياة. 
أثارت أنباء المأساة مشاعر جماهيرية كبيرة، ما جعل ميدوز إحدى أكثر حطام السفن شهرة في ذلك العصر. كتب اثنان من الناجين -جراح وضابط- كتابًا انتشر على نطاق واسع عن الحادث، وخُلدت هذه الحادثة عندما رسم ثيودور جيريكولت لوحة «طوافة ميدوز»، والتي أصبحت عملًا فنيًا مميّزًا للرومانسية الفرنسية.

## الخدمات

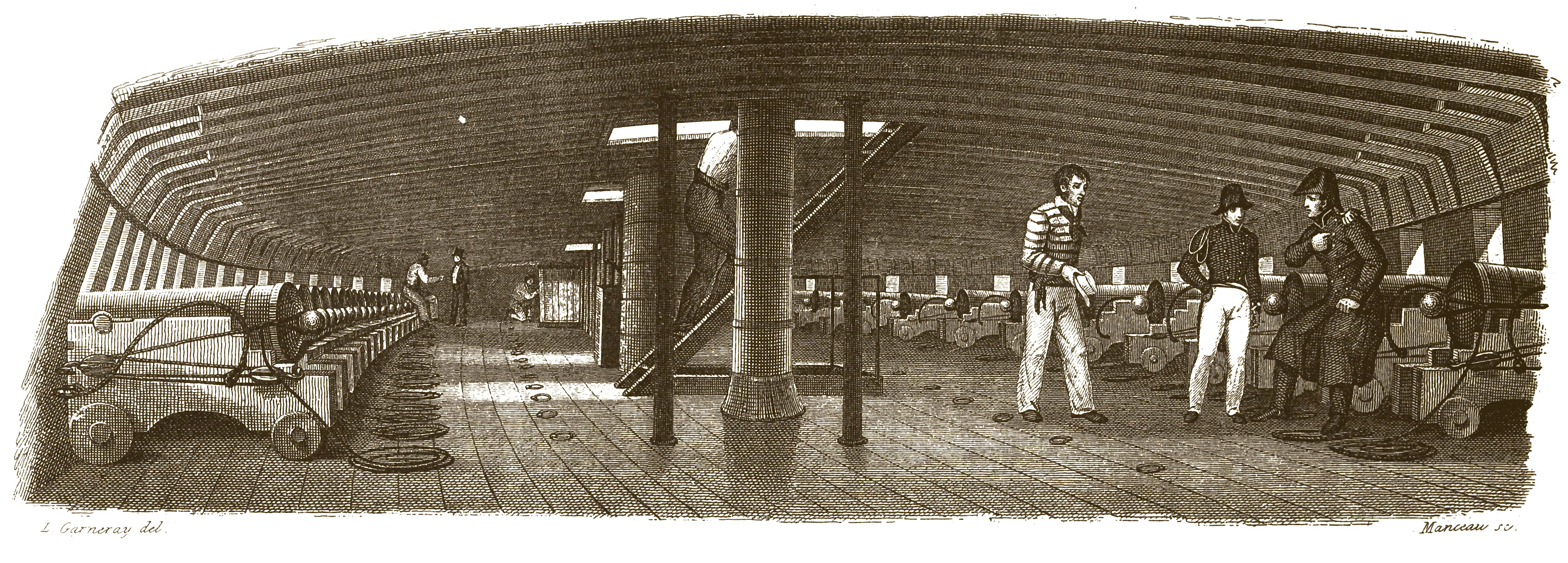
المحركات الرئيسية للفرقاطة البحرية ميدوز

وضعت ميدوز في الخدمة في نانت في 26 سبتمبر 1807.

### الحروب النابليونية
أُرسلت مع  السفينة الحربية نيمفي إلى جافا في عام 1811، مع فرقة فرقاطة تحت قيادة جوزيف فرانسوا راؤول. وصلت الفرقاطات إلى سورابايا في 2 سبتمبر، ولحقتها الفرقاطة (إتش إم إس بوسيفالس) الحاوية على 32 بندقية. طاردوا سفينة بريطانية أخرى (إتش إم إس باراكوتا) بعد يومين، ولكن الاتصالات انقطعت عنها في 8 سبتمبر. طاردت ميدوز ونيمف في 12 سبتمبر بوسيفالس، التي هربت وقطع الاتصال عنها في اليوم التالي. عادت ميدوز إلى بريست في 22 ديسمبر 1811. ثم عملت في المحيط الأطلسي، وفي عام 1814، كانت جزءًا من الأسطول الذي أُرسل لاستعادة غوادلوب في منطقة البحر الكاريبي.
استولت الفرقاطتان الفرنسيتان نيمفي وميدوز بين 27 و29 ديسمبر 1814 على عدد من السفن التجارية البريطانية في (16° شمال و39° غرب). كانت السفن التي استولتا عليها هي: سفينة الأمير جورج ودالي والسيد وليدي كارولين بارهام وبويس، وبوتسدام، وكامينغز. وجميع السفن الثلاثة القادمة من لندن والمتجهة إلى جامايكا: فلورا وأيرلندا وماجستير. ومن لندن إلى المارتينيك: سفينة حزمة البرازيل. ومن ماديرا إلى البرازيل: وروساريو وتيتيس، من الرأس الأخضر. أحرق الفرنسيون جميع السفن التي استولوا عليها، باستثناء سفينة الأمير جورج. وضعوا أسراهم فيها وأرسلوها إلى بربادوس، التي وصلت إليها في 10 يناير 1815.

### استعادة بوربون
مع استعادة الملكية الفرنسية في عام 1814، قرر لويس الثامن عشر استعادة الهيمنة الملكية على الرتب العليا في كل من البحرية والجيش الفرنسي. نتيجة لذلك، عُين «فيسكونت هاوجو دورو ديشاوماري» في منصب قائد الفرقاطة وكُلف بقيادة ميدوز، على الرغم من أنه أبحر بالكاد لـ20 عامًا.

## الرحلة إلى السنغال
غادرت قافلة لميدوز في 17 يونيو 1816 تحت قيادة تشوماريس روشيفت مصحوبة بمتجر لوار وبارج أرغوس وكورفيت إيكو من أجل حضور التسليم البريطاني لميناء سان لويس في السنغال. حملت ميدوز -المسلحة في الداخل- العديد من الركاب، بمن فيهم حاكم السنغال الفرنسي المعين، العقيد جوليان ديزيري شمالتز، وزوجته راين شمالتز، وسكرتيره جوزيف جان بابتيست ألكسندر جريفون دو بيلاي. بلغ إجمالي الركاب في ميدوز 400 راكب، بما في ذلك 160 من أفراد الطاقم بالإضافة إلى فرقة من المشاة البحرية تهدف إلى أن تكون حامية سانت لويس. وصلت السفينة إلى جزيرة ماديرا في 27 يونيو.
أراد شمالتز الوصول إلى سانت لويس بأسرع ما يمكن، من خلال الطريق الأكثر مباشرة، على الرغم من أن هذا سيقرب الأسطول من الشاطئ بشكل خطير إذ كان هناك العديد من الصخور والشعاب المرجانية. أبحرت الأطقم من ذوي الخبرة أبعد من ذلك. كانت ميدوز الأسرع في القافلة، وبغض النظر عن أوامره، سرعان ما فقد الكابتن شوماريس اتصاله بلوار وأرجوس.
قرر تشوماريس إشراك أحد الركاب «ريتشيفورت» في التنقل بين الفرقاطة. كان ريتشيفورت فيلسوفًا وعضوًا في الجمعية الخيرية للرأس الأخضر، ولكنه لم يمتلك مؤهلات لتوجيه السفن. عندما أصبحت على سواحل إفريقيا، أصبح مسار ميدوز خطيرًا. يبدو أن ريتشيفورت أخطأ في حساب إحداثيات رأس نواذيبو على الساحل الإفريقي، وبالتالي قلل من تقدير مقربته من خليج الأرجوين قبالة ساحل موريتانيا.
في 2 يوليو 1816، وعلى بعد أكثر من 100 ميل (161 كم)، صادفت ميدوز المياه الضحلة بشكل متزايد، مع تجاهل كل من تشاوماريس وريتشيفورت علامات مثل الكسارات البيضاء ووجود الطين في الماء. في نهاية الأمر، أخذ اللفتانت مودت على عاتقه البدء في حساب سرعة الرياح، وقياس قوتها والتي كانت 18 فقط (33 م)، وحذر قائده. بعد إدراكه للخطر في النهاية، أمر تشوماريس بإحضار السفينة إلى اتجاه الريح، ولكن هذا كان بعد فوات الأوان، توغلت ميدوز على بعد حوالي 50 كم (31 ميل) من الساحل. وقع الحادث في ارتفاع المد الربيعي، ما جعل من الصعب إعادة تعويم الفرقاطة. رفض القبطان التخلي عن المدافع ذات الأربعة عشر طنًا، وهكذا استقرت السفينة في الخليج.

### الطوافة
لم تحمل ميدوز ما يكفي من قوارب النجاة من أجل نقل جميع الركاب إلى بر الأمان في رحلة واحدة. اقتُرحت خطط من أجل استخدام «اللنجات» من أجل نقل الركاب والطاقم إلى الشاطئ الذي كان يبعد مسافة 50 كم، والتي كان من المتوقع أن تتطلب رحلتين بالقارب على الأقل. اقتُرحت أيضًا العديد من الأفكار من أجل إعادة ميدوز والانطلاق مباشرة من خلال الشعاب المرجانية، وخاصةً فكرة تعيين مجموعة من الطاقم بإمكانها إفراغ الحمولة إليها.
بنيت مجموعة كبيرة بطول 20 مترًا (66 قدمًا) وعرض 7 أمتار (23 قدمًا) باستخدام الخشب الذي انتُشل من الحطام، وأُطلق عليه «الماكينة» من قِبل الطاقم. حدثت عاصفة في 5 يوليو وأظهرت ميدوز علامات الانهيار. أصيب الركاب وأفراد الطاقم بالذعر، وقرر تشوماريس إخلاء الفرقاطة على الفور ولم يترك أي وقت لسن الخطة الأصلية المتمثلة في القيام برحلات متعددة إلى الشاطئ. اقترح استخدام الطوافة من أجل نقل الركاب بدلًا من ذلك مع إمكانية القوارب الطويلة التابعة لميدوز أن تسحب الطوافة إلى بر الأمان. استقل 146 رجلًا وامرأة الطوافة غير المستقرة. وُجدت بعض الإمدادات على متن الطوافة، بلا أي وسائل للتوجيه أو الملاحة. كان جزءًا كبيرًا من سطح السفينة تحت الماء. قرر سبعة عشر رجلًا البقاء مع المعاقين في ميدوز، بينما استقل الباقون زوارق السفينة الطويلة.